# Largo do Rato
O Largo do Rato é um arruamento das freguesias de Campo de Ourique e Santo António, em Lisboa.
O topónimo Rato corresponde à alcunha de Luís Gomes de Sá e Menezes, personagem do século XVII, segundo padroeiro do convento das Trinitárias de Campolide e que deu o nome ao convento, ao sítio e por fim ao arruamento. Esta artéria do sítio do Rato, conhecida por Rua Direita do Rato, passou mais tarde a denominar-se simplesmente Rua do Rato. Em 1910 passou a denominar-se Praça do Brasil, regressando em 1948 ao topónimo Largo do Rato. 

## Transportes
Em dezembro de 1997 passou a ser servido pela estação Rato do Metropolitano de Lisboa.
É um importante nó de conexão de diferentes carreiras de autocarros da Carris, ponto de encontro de diversos eixos transversais e radiais da cidade de Lisboa:
- 24E Pç. Luís de Camões // Campolide
- 706 Santa Apolónia // Cais do Sodré
- 727 Estação Roma Areeiro // Restelo
- 713 Al. Afonso Henriques // Estação Campolide
- 720 Picheleira // Alcântara
- 738 Quinta dos Barros // Alto de Santo Amaro
- 773 Largo do Rato // Alcântara
- 774 Gomes Freire // Campo de Ourique
- 758 Cais do Sodré // Portas de Benfica
- 202 Cais do Sodré // Bairro Padre Cruz